# Gabriel Wallentin
Gabriel Carl Wallentin (3 aprile 2001) è un calciatore svedese, difensore dell'Halmstad.

## Carriera

### Club
Ha iniziato a giocare a calcio nel Trönninge IF all'età di 4-5 anni, per poi approdare prima dell'adolescenza all'Halmstad con cui ha svolto tutta la trafila delle giovanili.
Nel corso della stagione 2019 ha messo a referto la sua prima panchina con la prima squadra senza però esordire, poi nel febbraio 2020 ha siglato un rinnovo triennale. Quell'anno, tuttavia, con la prima squadra ha giocato solo una partita ufficiale, quella contro il Tvååkers IF valida per la fase a gironi di Coppa di Svezia.
Nel gennaio 2021 è stato girato in prestito annuale allo Skövde AIK, nella terza serie nazionale. Qui ha totalizzato 17 presenze in una stagione conclusa a livello di squadra con il secondo posto nel girone sud della Ettan 2021 e con la successiva promozione ottenuta agli spareggi. Il suo prestito è stato successivamente rinnovato anche per l'intera stagione seguente, che ha visto Wallentin disputare 23 partite di campionato nel neopromosso club che a sua volta si è classificato quinto nella Superettan 2022.
In vista della stagione 2023 il giocatore ha fatto rientro all'Halmstad. Il 2 aprile, in occasione della vittoriosa gara casalinga contro l'AIK valida per la prima giornata dell'Allsvenskan 2023, Wallentin ha esordito nella massima serie svedese. In quell'edizione del campionato è sceso in campo in 15 occasioni, di cui 11 da titolare, trovando anche il suo primo gol ufficiale il 16 aprile 2023 quando alla terza giornata ha aperto le marcature nel 2-0 interno sul Djurgården.

### Nazionale
Ha giocato nelle nazionali giovanili svedesi Under-17 ed Under-19.

## Palmarès

### Club

#### Competizioni nazionali
- Superettan: 1

Halmstad: 2020